# Mombasa Liverpool
Le Mombasa Liverpool est un club kenyan de football basé à Mombasa.

## Palmarès
- Coupe du Kenya (2)
  - Vainqueur : 1956 et 1962
  - Finaliste : 1966